# Московская шерстоткацкая мануфактура
Московская шерстоткацкая мануфактура — существовавшая в дореволюционной России компания. Полное наименование — Акционерное общество московской шерстоткацкой мануфактуры. Правление компании располагалось в Москве.

## История
Предприятие акционерного общества Московской шерстоткацкой мануфактуры, Устав которого был Высочайше утвержден 19 июня 1898 г. ведет свою историю с 1889 г., со дня, когда московская купчиха С. Ф. Сакс организовала полукустарное шерстоткацкое производство в арендуемом помещении на третьем этаже кирпичного здания на западе Москвы. Изначально мануфактура С. Сакс располагала 24 ручными ткацкими станками, вырабатывавшими гладкую шерстяную ткань, а также 16 жаккардовыми — для производства узорчатых тканей.
В 1898 г., после того как при содействии московского генерал-губернатора, перед которым ходатайствовала С. Ф. Сакс, с целью привлечения дополнительных средств для развития производства было зарегистрировано акционерное общество, на левом берегу реки Сетунь, на восьмой версте от Москвы компания приобрела пустырь размером в 22 га под шерстоткацкую мануфактуру. За два года строительства были возведены 2 четырёхэтажных корпуса, рабочая казарма и двухэтажный дом управления, одноэтажные кирпичные здания для котельной и машинного зала, а также несколько вспомогательных строений. 18 сентября 1900 г. акционерному обществу, одним из директоров которого являлся Э. Т. Сакс, муж основательницы мануфактуры, было выдано свидетельство № 3861 о вводе фабрики в строй действующих предприятий. На новом производстве трудилось около 600 рабочих, проживавших в казарме при фабрике. Техническим новшеством стало применение паровой машины мощностью в 150 л. с., приводившей через трансмиссию в движение 254 ткацких станка для выработки лёгких шерстяных тканей.
Вплоть до Октябрьской революции фабрика акционерного общества Московской шерстоткацкой мануфактуры являла собой процветающее предприятие, одно из ведущих текстильных производств Российской империи. Немецкими специалистами была хорошо поставлена подготовка кадров ткачей, помощников мастеров (наладчики ткацких станков), рабочих других специальностей. Основные принципы подготовки кадров, выработанные на фабрике Сакс, успешно продолжали действовать в течение десятилетий, в том числе и после национализации. Кроме того немецкие мастера создали школу разработчиков тканей — дессинаторов, постоянно обновлявших ассортимент тканей. Технологический процесс выработки продукции также соблюдался с немецкой скрупулезностью и был отработан до мелочей.
В конце июля 1970 года на базе предприятия бывшего акционерного общества Московской шерстоткацкой мануфактуры было образовано Московское производственное камвольное объединение «Октябрь», включившее в себя собственно Кунцевскую ткацкоотделочную фабрику и Калининскую прядильную фабрику.
В настоящее время на территории бывшей шерстоткацкой мануфактуры в московском районе Сетунь разбит Бизнес-парк «Октябрь», занимающийся сдачей в аренду офисных и складских помещений.